# كينا بابوا غينيا الجديدة
كينا بابوا غينيا الجديدة هي العملة الوطنية في بابوا غينيا الجديدة والمعتمدة منذ عام 1975 قبيل استقلالها عن أستراليا, وتنقسم الكينا إلى 100 تويا.